# Assimilation (geologi)
Assimilation, begrepp inom geologin som avser en fullständig upplösning av ett mineral eller bergart i magma alternativt lava. Assimilation ändrar i viss utsträckning den kemiska sammansättningen av magman.